# تشاور تشين (أختاتشي)
تشاور تشین (بالفارسية: چاورچین) هي قرية تقع في إيران في قسم أختاتشي الريفي. يقدر عدد سكانها بـ 91 نسمة بحسب إحصاء 2016.